# Veselá (Zlín)
Veselá (in tedesco Wessela) è un comune della Repubblica Ceca facente parte del distretto di Zlín, nella regione di Zlín.